# 姜東昊
姜東昊（： Kang Dong-ho，1995年7月21日—），藝名白虎（： Baekho），韓國男歌手、演員，為韓國男子團體NU'EST成員，在隊內擔任主唱。現為個人歌手。

## 經歷

### 出道前
白虎曾學劍7年之久，具有海東劍道三段的實力，多次在各種大會上取得優秀成績。2012年初於出道曲《[FACE》預告片中便曾展示其精湛劍術。
2010年，白虎成為Pledis娛樂旗下練習生，出道前多次出現在大眾面前。2011年5月，出演同屬Pledis娛樂的女子團體After School《Play Ur Love》MV。同年6月，與JR於節目《大國民脫口秀-你好》中亮相數秒後，接連3日佔據娛樂新聞主版面，引起大眾關心。11月，以PLEDIS BOYS成員身分與After School一起登上Ceci雜誌，並於年末特別節目《SBS 歌謠大戰》上演出。

### NU'EST
2012年3月15日，以男子團體NU'EST的成員身分出道，於團內擔任主唱。
藝名白虎（BaekHo）由After School成員Uie命名，原因是白虎長相與日本漫畫《灌籃高手》中的主角櫻木花道（韓國譯名為강백호，羅馬拼音便是Kang BaekHo）相似。
2014年初，白虎發現聲帶異常，被診斷為聲帶長繭，往醫院接受了治療。在觀察情況期間，醫生不建議白虎如期出席預定日程，並表示必須進行去除聲帶息肉和粘膜修復手術，於是，白虎自同年11月起暫停活動。
2015年3月，白虎重啟活動，參與NU'EST三周年粉絲見面會和日本巡迴演唱會。
2015年5月，曾因其父親的少數急性疾病發作而在社交媒體上發文請粉絲幫忙，並公開了父親的詳細情況及地址，希望有條件的粉絲能捐血幫助父親。月後，父親順利完成了首次治療，姜東昊再次發文感謝粉絲。
近年，白虎對音樂製作產生興趣，開始學習作詞和作曲。2016年，白虎參與製作NU'EST第四張迷你專輯《Q is》以及同年8月發行的第五張迷你專輯《CANVAS》。2017年，白虎擔任Pledis娛樂旗下新推出的女子團體PRISTIN出道專輯的音樂指導人之一，亦於分隊NU'EST W同年10月發行的首張迷你專輯《W,HERE》中參與多首歌目的詞曲創作。

### PRODUCE 101 第二季
2017年2月，Pledis娛樂宣佈NU'EST暫停活動，其中4名成員包括白虎，將重返Pledis練習生的身份，並以本名姜東昊參加Mnet選秀節目《PRODUCE 101 第二季》。
節目期間，在第四集的分組對抗比賽中，姜東昊以防彈少年團《Boy In Luv》第二組成員進行比賽，因對決的組別由擁有高人氣的練習生組成，姜東昊表示：即使輸了也希望留下引起「嗯？他們為什麼會輸？」這種議論的舞台。最終，雖然對決由另一組別得到更多在場觀眾投票而勝出，但第二組的表演獲得導師的稱讚以及網友給予的高評價，影片觀看次數亦大幅超越獲勝組別。當中，姜東昊憑藉充滿男子氣概的表演被網友冠以“性感山賊”之名。在第六集的定位比賽中，姜東昊因表演《Playing With Fire》再被網友稱為“放火性感”。
在第九集的主題評價中，姜東昊積極協助同組組員周鶴年改善歌唱實力，滿有耐性的教導展示出其溫柔的一面。在該集表演的《Open Up》消音版中，以穩定的歌唱實力得到觀眾欣賞及認證。
於2017年6月16日直播的最終回中，姜東昊排名第13名，無緣成為限定團體Wanna One中的11名成員之一。

### PRODUCE 101 最終排名爭議
姜東昊在PRODUCE101中一直以出色的唱功及男子漢般的外形與性格受到觀眾喜愛，排名亦多次維持在出道組內，但最終卻僅排名第13而錯失出道機會。
2019年末，因為PRODUCE 第四季最終排名投票數引起大量中韓兩地觀眾懷疑，韓國檢方開始調查PRODUCE101系列，結果確認存在造假行為。該節目製作人安俊英坦承在共4季的節目中投票造假，並與監製金勇範將某些原出道成員調至淘汰。
2020年11月18日，首爾高等法院表示「經過詳細考慮後，決定公開受害練習生，但不公開涉嫌造假而獲利的練習生（原因是他們也屬於受害者之一，亦不希望他們被社會大眾視為節目組的代罪羔羊）」。公佈在4季節目中，共有12名練習生被換包。當中姜東昊於PRODUCE101 第二季第4輪投票（決賽）中被調包淘汰。亦即原本應為出道組成員。

### NU'EST再度爆紅
節目終演後，Pledis娛樂表示除了最終排名第9成為Wanna One一員的黃旼炫因受合約限制未能合流NU'EST進行活動外，而NU'EST亦再度爆紅，其餘四名成員（JR、Aron、白虎、Ren）將以NU'EST W分隊形式於下半年開始回歸活動。在NU'EST W活動期間，白虎專注於音樂創作。 
在2017年6月曾被A某指控在2009年乘坐學院車途中被姜東昊性騷擾。警方經過長達約一年的調查，檢方對姜東昊相關的性騷擾嫌疑指控做出了「無嫌疑」的判定，證明了姜東昊的清白，亦判定了A某的指控是毫無根據的誣陷，Pledis娛樂也正式向A某作出起訴。
被指控的期間，姜東昊的父親在同年7月3日離世。父親還未及時看到兒子的清白，亦未看到兒子在NU'EST重新爆紅後在演藝事業的發光。父親的離世再加上被網民在此期間的評擊，姜東昊最終注銷了Instagram及Twitter等個人社交媒體的帳號。
在2018年6月，白虎以面具「大衛貝克漢」出演《蒙面歌王》，並晉級至第三輪競賽。
在2019年姜東昊參加了叢林的法則-查塔姆群島篇，因出發前後的形象差異而受熱評，更被網友笑言姜東昊不再是性感山賊，而是真正的山賊。
2020年1月11日姜東昊在澳門百老匯舉行個人迷你演唱會《2020 NU’EST BAEKHO MINI CONCRETE “BAEKHO-liday” IN MACAU》
2021年3月30日，媒體揭露，白虎將正式加入創作音樂劇<太陽之歌>,並飾演Haram,將於4月2日第二次售票。。

### 個人發展
在團體解散後，白虎在Pledis娛樂繼續以個人身分來活動。2022年6月14日，公布個人粉絲名稱為dono(도노)。 同年7月15至17日一連三日舉行生日見面會Baekation。 
2022年10月12日，為NU'EST成員中首位以SOLO歌手身分出道的成員，發行專輯《Absolute Zero》，主打曲為《No Rules》。 
2023年8月30推出數位單曲 《Elevator》，同年 12月7日推出單曲《What are We》。 
2024年1月擔任Mnet Build Up評判。 2月至5月期間出演音樂劇 Marie Antoinette, 出演 Axel von Fersen一角。 
2024年5月8日，與歌手Big One合作推出合作迷你專輯 《Love or Die》。同月亦為專輯發行舉辦兩場音樂會。 6月於Weverse Concert中與前輩JYP出演合作舞台。
7月至8月期間參與5場韓國Waterbomb音樂節。 亦負責演唱Waterbomb音樂節主題曲。 9月4日推出單曲《Nutty Nutty》。
2025年3月6日，宣布與PLEDIS娛樂的合約將於同年3月14日正式結束，並於合約結束當天發行數位單曲作為PLEDIS娛樂旗下藝人最後的官方活動。

## 音樂作品

### 迷你專輯
| 专辑# | 专辑資料                                                                                                   | 曲目 |
| ----- | --- | --- |
| 1st   | 《Absolute zero》 - 發行日期：2022年10月12日 - 語言：韓語 - 銷量：84,788(截至10/31為止，韓國haeteo榜統計） | 1. no rules 2. Festival in my car 3. LOVE BURN 4. We don’t care no more (Feat. June One of Glen Check) 5. BAD 4 U 6. 변했다고 느끼는 내가 변한 건지 (Feat. Sik-K) |

### 單曲
| #   | 單曲資料 | 曲目           |
| --- | --- | -------------- |
| 1st | 數位單曲計畫#1 《Elevator》 - 發行日期：2023年8月30日 - 語言：韓語 - 歌曲為翻唱韓國歌手JYP於1995年的同名歌曲。 | 1. Elevator    |
| 2nd | 數位單曲計畫#2 《What are We》 - 發行日期: 2023年12月7日 - 語言：韓語 - Featuring 歌手 Park JiWon              | 1. What Are We |
| 3rd | 數位單曲計畫#3 《Nutty Nutty》 - 發行日期：2024年9月4日 - 語言：韓語 - Featuring 歌手 Jessi                    | 1. Nutty Nutty |

### 參與歌曲
| 年份   | 發佈日   | 歌手／項目                                        | 歌名                              | 備註                             |
| 2010年 | 12月7日  | After School                                      | 《Someone Is You》                | 男合音包括姜東昊、金鍾炫、崔珉起 |
| 2011年 | 12月1日  | 孫淡妃 & After School                             | 《LOVE LETTER》                   | Feat. Ara、Hyelim、旼炫、姜東昊  |
| 2017年 | 3月9日   | PRODUCE101 練習生                                 | 《我啊我》（Pick Me)              | 以《PRODUCE 101》練習生身份參與  |
| 2017年 |          | 原唱：防彈少年團 Produce 101 Boy in luv 2組練習生 | Boy in Luv                        | 以《PRODUCE 101》練習生身份參與  |
| 2017年 |          | 原唱：BLACKPINK Produce 101 隊名119練習生         | Playing with fire                 | 以《PRODUCE 101》練習生身份參與  |
| 2017年 | 6月3日   | Knock                                             | 《Open Up》                       | 以《PRODUCE 101》練習生身份參與  |
| 2017年 | 6月17日  | Produce 101 Final                                 | 《Super Hot》                     | 以《PRODUCE 101》練習生身份參與  |
| 2017年 | 6月17日  | Produce 101 Final                                 | 《Always》                        | 以《PRODUCE 101》練習生身份參與  |
| 2018年 | 7月1日   | 神秘音樂秀：蒙面歌王EP160                         | 《Beautiful Night（原唱：BEAST)》 |                                  |
| 2018年 | 7月1日   | 神秘音樂秀：蒙面歌王EP160                         | 《想起（原唱：復活樂團)》         |                                  |
| 2019年 | 1月21日  | 《成為王的男人》原聲帶Part. 2                     | 《那天，我們》                    | 個人首次電視劇原聲帶作品         |
| 2021年 | 12月19日 | 《現正分手中》原聲帶Part. 10                      | 《因為是你》                      |                                  |
| 2022年 | 3月21日  | 《瘋狂愛上你》原聲帶Part. 3                       | 《Bite!》                         |                                  |
| 2022年 | 9月1日   | 《Good Job》原聲帶Part. 2                         | 《Savior》                        |                                  |

### 詞曲創作
韓國音樂著作權協會之登記編號：姜東昊（10011993），51 首。
| 年份   | 發佈日   | 歌手       | 專輯名稱                        | 歌名                                        | 參與部分   | 其他參與成員           |
| 2015年 | 7月30日  | BUMZU      | 《Good Life》                   | YA해                                        | 作詞       |                        |
| 2016年 | 2月17日  | NU'EST     | 《Q is》                        | 나의 천국                                   | 作曲       | JR：作詞               |
| 2016年 | 2月17日  | NU'EST     | 《Q is》                        | 사실 말야                                   | 作詞、作曲 | JR、旼炫：作詞         |
| 2016年 | 8月29日  | NU'EST     | 《CANVAS》                      | R.L.T.L (Real Love True Love) (one morning) | 作詞       | JR、旼炫：作詞         |
| 2016年 | 8月29日  | NU'EST     | 《CANVAS》                      | Love Paint (every afternoon)                | 作詞       | NU'EST所有成員合作詞   |
| 2016年 | 8月29日  | NU'EST     | 《CANVAS》                      | Look (a starlight night)                    | 作詞       | JR、旼炫：作詞         |
| 2017年 | 10月10日 | NU'EST W   | 《W,HERE》                      | 하루만                                      | 作詞、作曲 | JR：作詞               |
| 2017年 | 10月10日 | NU'EST W   | 《W,HERE》                      | WHERE YOU AT                                | 作詞、作曲 | JR：作詞               |
| 2017年 | 10月10日 | NU'EST W   | 《W,HERE》                      | GOOD LOVE (ARON SOLO)                       | 作詞、作曲 | Aron：作詞             |
| 2017年 | 12月26日 | BUMZU      | 《不多+不少：二十七》           | How u doin                                  | 作詞       |                        |
| 2018年 | 6月5日   | Fromis 9   | 《To. Day》                     | DKDK                                        | 作詞       |                        |
| 2018年 | 6月25日  | NU'EST W   | 《WHO, YOU》                    | Signal                                      | 作詞、作曲 | JR：作詞               |
| 2018年 | 6月25日  | NU'EST W   | 《WHO, YOU》                    | Dejavu                                      | 作詞、作曲 | JR：作詞               |
| 2018年 | 6月25日  | NU'EST W   | 《WHO, YOU》                    | 북극성 (Polaris)                            | 作詞、作曲 | JR：作詞               |
| 2018年 | 6月25日  | NU'EST W   | 《WHO, YOU》                    | ylenoL                                      | 作詞       | JR：作詞               |
| 2018年 | 6月25日  | NU'EST W   | 《WHO, YOU》                    | 중력달 (Gravity&Moon)                       | 作詞、作曲 | JR：作詞               |
| 2018年 | 6月25日  | NU'EST W   | 《WHO, YOU》                    | Shadow                                      | 作詞、作曲 | JR：作詞               |
| 2018年 | 8月31日  | PRODUCE 48 | 《PRODUCE48 - FINAL》           | We Together                                 | 作詞       |                        |
| 2018年 | 10月1日  | NU'EST W   | 《I Don't Care（with Spoonz）》 | I Don't Care（with Spoonz）                 | 作詞、作曲 | NU'EST W所有成員合作詞 |
| 2018年 | 11月26日 | NU'EST W   | 《WAKE,N》                      | L.I.E                                       | 作詞、作曲 | JR：作詞               |
| 2018年 | 11月26日 | NU'EST W   | 《WAKE,N》                      | HELP ME                                     | 作詞、作曲 | JR：作詞               |
| 2018年 | 11月26日 | NU'EST W   | 《WAKE,N》                      | WI-FI（ARON SOLO）                          | 作詞、作曲 | Aron：作詞             |
| 2018年 | 11月26日 | NU'EST W   | 《WAKE,N》                      | 나, 너에게（REN SOLO）                      | 作曲       | Ren：作詞、作曲        |
| 2018年 | 11月26日 | NU'EST W   | 《WAKE,N》                      | FEELS（BAEKHO SOLO）                        | 作詞、作曲 |                        |
| 2019年 | 3月15日  | NU'EST     | 《노래 제목》                   | 노래 제목 (A Song For You)                  | 作詞       | NU'EST所有成員合作詞   |
| 2019年 | 4月29日  | NU'EST     | 《Happily Ever After》          | Segno(Once upon a time)                     | 作詞、作曲 | JR：作詞               |
| 2019年 | 4月29日  | NU'EST     | 《Happily Ever After》          | BET BET(They met their fate)                | 作詞、作曲 | JR：作詞               |
| 2019年 | 4月29日  | NU'EST     | 《Happily Ever After》          | BASS(Under the spell)                       | 作詞、作曲 | JR：作詞               |
| 2019年 | 4月29日  | NU'EST     | 《Happily Ever After》          | Talk about love(Dawn merge into day)        | 作詞、作曲 | JR：作詞               |
| 2019年 | 4月29日  | NU'EST     | 《Happily Ever After》          | Different(Then they said)                   | 作詞、作曲 | JR：作詞               |
| 2019年 | 4月29日  | NU'EST     | 《Happily Ever After》          | Fine(Happily ever after)                    | 作詞、作曲 | JR：作詞               |
| 2019年 | 10月21日 | NU'EST     | 《The Table (NU'EST專輯)》      | CALL ME BACK                                | 作詞、作曲 | JR：作詞               |
| 2019年 | 10月21日 | NU'EST     | 《The Table (NU'EST專輯)》      | LOVE ME                                     | 作詞、作曲 | JR：作詞               |
| 2019年 | 10月21日 | NU'EST     | 《The Table (NU'EST專輯)》      | ONE TWO THREE                               | 作詞、作曲 | JR、黃旼炫：作詞       |
| 2019年 | 10月21日 | NU'EST     | 《The Table (NU'EST專輯)》      | TRUST ME                                    | 作詞、作曲 | JR：作詞               |
| 2019年 | 10月21日 | NU'EST     | 《The Table (NU'EST專輯)》      | 밤새（Stay up all night）                   | 作詞、作曲 | JR：作詞               |
| 2019年 | 10月21日 | NU'EST     | 《The Table (NU'EST專輯)》      | 우리가 사랑했다면（If we）                  | 作詞、作曲 | 作詞、作曲             |
| 2020年 | 2月14日  | NU'EST     | 《LET'S LOVE(WITH SPOONZ)》     | LET'S LOVE(WITH SPOONZ)                     | 作詞、作曲 | NU'EST所有成員合作詞   |
| 2020年 | 5月11日  | NU'EST     | 《The Nocturne》                | I'm in Trouble                              | 作詞、作曲 | 無                     |
| 2020年 | 5月11日  | NU'EST     | 《The Nocturne》                | Firework                                    | 作詞、作曲 | JR：作詞               |
| 2020年 | 5月11日  | NU'EST     | 《The Nocturne》                | Back To Me（平行宇宙）                      | 作詞、作曲 | 無                     |
| 2020年 | 5月11日  | NU'EST     | 《The Nocturne》                | Must                                        | 作詞、作曲 | 崔珉起：作詞           |
| 2020年 | 5月11日  | NU'EST     | 《The Nocturne》                | Shooting Star                               | 作詞、作曲 | JR：作詞               |
| 2020年 | 6月20日  | NU'EST     | 《BEST SUMMER(WITH SPOONZ)》    | BEST SUMMER(WITH SPOONZ)                    | 作詞、作曲 | 無                     |
| 2020年 | 10月05日 | NU'EST     | 《Romanticize》                 | DRIVE                                       | 作詞、作曲 | JR：作詞               |
| 2021年 | 5月11日  | NU'EST     | 《Romanticize》                 | Dress                                       | 作詞、作曲 | 無                     |
| 2021年 | 5月11日  | NU'EST     | 《Romanticize》                 | Inside out                                  | 作詞、作曲 | JR：作詞               |
| 2021年 | 5月11日  | NU'EST     | 《Romanticize》                 | Don’t wanna go                              | 作詞、作曲 | 無                     |
| 2021年 | 5月11日  | NU'EST     | 《Romanticize》                 | BLACK                                       | 作詞、作曲 | JR：作詞               |
| 2021年 | 5月11日  | NU'EST     | 《Romanticize》                 | Need It(白虎solo)                           | 作詞、作曲 | 無                     |
| 2021年 | 5月11日  | NU'EST     | 《Romanticize》                 | I'm Not(Aron solo)                          | 作詞、作曲 | 郭英敏:作詞            |

### 未正式發行及登記
| 年份   | 發佈日   | 歌手                 | 專輯名稱 | 歌名   | 參與部分   | 其他參與成員 |
| 2017年 | 11月29日 | NU'EST W & SEVENTEEN | 不適用   | HEAVEN | 作詞、作曲 |              |

## 媒體作品

### 綜藝節目
所屬團體之共同作品，請參閱 NU'EST影視作品列表#專屬節目
| 放送日期               | 電視台        | 節目名稱           | 集數   | 性質     | 備註            |
| 2012年6月-7月          | KBS Joy       | 안아줘(Hug)        |        | 固定出演 | 與旼炫          |
| 2014年3月30日-9月14日  | Arirang Radio | Music Access       |        | 助手     | 與Aron          |
| 2017年4月7日-6月16日   | Mnet          | PRODUCE 101 第二季 | EP1-11 | 參加者   | 與JR、旼炫、Ren |
| 2019年6月21日-10月18日 | KBS2          | 加油吧曼秀路       | EP1-16 | 固定成員 |                 |

所屬團體之共同作品，請參閱 NU'EST影視作品列表#綜藝節目

### 嘉賓出演綜藝節目
| 日期         | 電視台 | 節目名稱      |  | 集數 |
| 2023年7月1日 | JTBC   | 《R U Next?》 |  | EP1  |

{| class="wikitable" style="text-align:center; font-size:90%;" width=60%
|-style="background:#00313C; color:white; font-weight:bold"
|日期
|主辦單位
|節目╱活動名稱
|性質
|備註
|-
|2013年9月28日
|MBC Music
|Show Champion
| rowspan="2" |特別MC
|與旼炫
|-
|2019年10月9日
|KBS WORLD Radio
|第四屆韓語演講影片大賽特別節目
|
|}

### 參演音樂錄影帶
| 年份   | 發佈日  | 歌手                  | 歌名                                  | 官方視頻 | 備註                          |
| 2011年 | 5月17日 | After School          | 《Play Ur Love》                      | [ 32 ]   |                               |
| 2011年 | 7月20日 | A.S. BLUE             | 《Wonder Boy》                        | [ 33 ]   | 曾在音樂節目伴舞              |
| 2011年 | 12月1日 | 孫淡妃 & After School | 《LOVE LETTER》                       | [ 34 ]   | Feat. Ara、Hyelim、旼炫、東昊 |
| 2012年 | 1月     | Happy Pledis          | 《LOVE LETTER(PLEDIS BOYS VERSION!)》 | [ 35 ]   |                               |

### 戲劇
| 日期          | 電視台    | 節目名稱     | 集數 |
| 2013年1月16日 | KBS       | 《田禹治》   | 17   |
| 2025年8月2日  | Channel A | 《代替旅行》 |      |

### 電影
| 上映時間     | 片名           | 角色          |
| 2016年1月9日 | Their Distance | Lee Dong-wook |

## 演唱會/見面會
| 年份   | 日期       | 名稱                              | 城市 | 舉行地點         |
| ------ | ---------- | --------------------------------- | ---- | ---------------- |
| 2020年 | 1月11日    | 《BAEKholiday in MACAU》          | 澳門 | 百老滙舞台       |
|        | 2月14日    | 《BAEKholiday in TAIPEI》         | 台北 | 取消             |
|        | 2月16日    | 《BAEKholiday in BANGKOK》        | 曼谷 | 取消             |
| 2022年 | 7月15-17日 | 《BAEKation》                     | 首爾 | YES24 Live Hall  |
| 2023年 | 1月28日    | 《BAEKHoney DAY》 IN TAIPEI       | 台北 | 台北國際會議中心 |
|        | 2月4日     | 《BAEKHoney DAY》 IN BANGKOK      | 曼谷 |                  |
|        | 3月25日    | 《BAEKHoney DAY》 IN MACAU        | 澳門 | 取消             |
|        | 5月12-14日 | 《BAEKHoney DAY》 IN SEOUL        | 首爾 | YES24 Live Hall  |
| 2024年 | 4月20日    | 《BAEKHoney DAY》 IN TAIPEI FINAL | 台北 | Zepp台北         |

## 外部連結
- 姜東昊的Instagram帳戶